# 油岭排古寨
油岭排古寨，位于中国广东省清远市连南县南岗镇油岭村，为清远市连南县的一个县级文物保护单位，类型为古建筑，公布时间为2001年9月。
油岭排古寨始建于唐，扩建于宋，鼎盛于明清 。